# سن (لويزيانا)
سن (بالإنجليزية: Sun village, Louisiana)‏ هي قرية تقع بولاية لويزيانا في الولايات المتحدة. تبلغ مساحتها 11.66 كم2، وترتفع عن سطح البحر 21.031200000000002 م، بلغ عدد سكانها 470 نسمة في عام 2010 حسب إحصاء مكتب تعداد الولايات المتحدة وتصل الكثافة السكانية فيها 40.3 نسمة لكل كيلومتر مربع (104.4/ميل2).

## التركيبة السكانية
حدّد مكتب تعداد الولايات المتحدة بيانات التركيبة السكانية لسن في تعداد الولايات المتحدة. في ما يلي، التركيبة السكانية حسب تعدادي 2000 و2010.

### تعداد عام 2000
بلغ عدد سكان سن 471 نسمة بحسب تعداد عام 2000، وبلغ عدد الأسر 193 أسرة وعدد العائلات 135 عائلة مقيمة في القرية. في حين سجلت الكثافة السكانية 40.4 نسمة لكل كيلومتر مربع (104.6/ميل2). وبلغ عدد الوحدات السكنية 217 وحدة بمتوسط كثافة قدره 18.6 لكل كيلومتر مربع (48.2/ميل2).
وتوزع التركيب العرقي للقرية بنسبة 85.99% من البيض و11.46% من الأمريكيين الأفارقة و0.42% من الأمريكيين الأصليين و0.42% من الأمريكيين ذوي الأصول الآسيوية و1.70% من عرقين مختلطين أو أكثر و0.42% من الهسبانيون أو اللاتينيون من أي عرق.
بلغ عدد الأسر 193 أسرة كانت نسبة 34.7% منها لديها أطفال تحت سن الثامنة عشر تعيش معهم، وبلغت نسبة الأزواج القاطنين مع بعضهم البعض 50.8% من أصل المجموع الكلي للأسر، ونسبة 14.5% من الأسر كان لديها معيلات من الإناث دون وجود شريك، بينما كانت نسبة 4.7% من الأسر لديها معيلون من الذكور دون وجود شريكة وكانت نسبة 30.1% من غير العائلات. تألفت نسبة 23.8% من أصل جميع الأسر من عدة أفراد يعيشون في نفس المنزل ونسبة 9.3% كانت تتألف من شخص يعيش بمفرده يبلغ من العمر 65 عاماً أو أكثر. وبلغ متوسط حجم الأسرة المعيشية 2.44، أما متوسط حجم العائلات فبلغ 2.82.
بلغ العمر الوسطي للسكان 40.6 عاماً. وكانت نسبة 22.5% من القاطنين تحت سن الثامنة عشر، وكانت نسبة 7.9% بين الثامنة عشر والرابعة والعشرين عاماً، ونسبة 28% كانت واقعةً في الفئة العمرية ما بين الخامسة والعشرين والرابعة والأربعين عاماً، ونسبة 28% كانت ما بين الخامسة والأربعين والرابعة والستين، ونسبة 13.6% كانت ضمن فئة الخامسة والستين عاماً فما فوق. يوجد لكل 100 أنثى 98.7 ذكر، ويوجد لكل 100 أنثى في الثامنة عشر من عمرها فما فوق 99.5 ذكر.
بلغ متوسط دخل الأسرة في القرية 25,833 دولارًا، أما متوسط دخل العائلة فبلغ 29,750 دولارًا. وكان متوسط دخل الذكور 29,286 دولارًا مقابل 18,929 دولارًا للإناث. وسجل دخل الفرد الخاص بالقرية 12,391 دولارًا. وكانت نسبة 11.8% من العائلات ونسبة 20.8% من السكان تحت خط الفقر، وكان من هؤلاء نسبة 19% تحت سن الثامنة عشر ونسبة 17.2% في الخامسة والستين من العمر وما فوق.

### تعداد عام 2010
بلغ عدد سكان سن 470 نسمة بحسب تعداد عام 2010، وبلغ عدد الأسر 194 أسرة وعدد العائلات 127 عائلة مقيمة في القرية. في حين سجلت الكثافة السكانية 40.3 نسمة لكل كيلومتر مربع (104.4/ميل2). وبلغ عدد الوحدات السكنية 232 وحدة بمتوسط كثافة قدره 19.9 لكل كيلومتر مربع (51.5/ميل2).
وتوزع التركيب العرقي للقرية بنسبة 82.98% من البيض و12.77% من الأمريكيين الأفارقة و0.64% من الأمريكيين الأصليين و0.43% من الأمريكيين ذوي الأصول الآسيوية و0.21% من سكان جزر المحيط الهادئ و1.70% من الأعراق الأخرى و1.28% من عرقين مختلطين أو أكثر و1.91% من الهسبانيون أو اللاتينيون من أي عرق.
بلغ عدد الأسر 194 أسرة كانت نسبة 28.9% منها لديها أطفال تحت سن الثامنة عشر تعيش معهم، وبلغت نسبة الأزواج القاطنين مع بعضهم البعض 47.4% من أصل المجموع الكلي للأسر، ونسبة 12.9% من الأسر كان لديها معيلات من الإناث دون وجود شريك، بينما كانت نسبة 5.2% من الأسر لديها معيلون من الذكور دون وجود شريكة وكانت نسبة 34.5% من غير العائلات. تألفت نسبة 29.9% من أصل جميع الأسر من عدة أفراد يعيشون في نفس المنزل ونسبة 9.3% كانت تتألف من شخص يعيش بمفرده يبلغ من العمر 65 عاماً أو أكثر. وبلغ متوسط حجم الأسرة المعيشية 2.42، أما متوسط حجم العائلات فبلغ 3.01.
بلغ العمر الوسطي للسكان 42.3 عاماً. وكانت نسبة 23.6% من القاطنين تحت سن الثامنة عشر، وكانت نسبة 6.2% بين الثامنة عشر والرابعة والعشرين عاماً، ونسبة 24% كانت واقعةً في الفئة العمرية ما بين الخامسة والعشرين والرابعة والأربعين عاماً، ونسبة 33.8% كانت ما بين الخامسة والأربعين والرابعة والستين، ونسبة 12.3% كانت ضمن فئة الخامسة والستين عاماً فما فوق. وتوزع التركيب الجنسي للسكان بنسبة 50.6% ذكور و49.4% إناث.